# 크리스 매케이
크리스 매케이(영어: Chris McKay)는 미국의 애니메이터, 시각 효과 연출가이다. 애니메이션 《로봇 치킨》 시리즈의 연출가로 알려져 있다. 애니메이션 영화 《레고 무비》(2014)에서는 편집 작업을 맡았고 그 스핀오프 작품 《레고 배트맨 무비》(2017)에서는 감독을 맡았다.